# ポソ
座標: 南緯1度24分 東経120度45分 / 南緯1.400度 東経120.750度
ポソ（インドネシア語：Kabupaten Poso）はインドネシア中部スラウェシ州にある都市。地域における主要な港であり交通の中心地でもある。
ポソは中部スラウェシ州に有る10県の一つであり、スラウェシ島中央北東岸、トミニ湾の湾奥南岸に位置する。人口は合計で200,000人以上あり、ポソは州で最も古く最も大きい町の一つである。
交通の中心地にあるためポソの住民は多くの異なった民族的宗教的背景により構成されている。主要産業は農業や漁業であり、ポソの人々は沿岸部から山間部に掛けて暮らしている。

## 観光と文化
ポソには、パルからは飛行機で、またスラウェシ島の多くの都市からはバスで行く事ができる。またポソはほぼ赤道直下にあり、熱帯雨林と海辺の庭園や自然の景色が特徴である。
モデロ（Modero）は通常は夜に行われる収穫祭（Padungku）で披露される伝統的な舞踏として知られている。